# Pangrapta vaga
Pangrapta vaga är en fjärilsart som beskrevs av Walker 1865. Pangrapta vaga ingår i släktet Pangrapta och familjen nattflyn. Inga underarter finns listade i Catalogue of Life.